# Karen Holliday
Pour les articles homonymes, voir Holliday.
Karen Holliday, née le 12 février 1966 à Nelson, est une coureuse cycliste néo-zélandaise.

## Biographie
En début d'année 1990, elle devient championne de Nouvelle-Zélande sur route. Lors de la même année, elle remporte  sur piste le championnat du monde de la course aux points à Maebashi, au Japon. Durant la course, elle est victime d'une mauvaise chute qui la laisse brièvement assommée. Elle remporte ainsi la première médaille d'or lors d'un championnat du monde de cyclisme pour la Nouvelle-Zélande. Quatre jours plus tard, elle prend la quatrième place du championnat du monde sur route. 
Au début des années 1990, Karen Holliday quitte le monde du cyclisme en raison de problèmes de thyroïde. Elle travaille ensuite comme entraîneur personnel et dirige sa propre salle de sport. Aujourd'hui, elle travaille comme agent immobilier. En 1990, elle reçoit, un important prix en Nouvelle-Zélande, le « Prix Halberg » (du nom de l'athlète néo-zélandais Murray Halberg). Elle a été introduite au New Zealand Sports Hall of Fame (en).

## Palmarès sur piste
- Maebashi 1990
  -  Championne du monde de la course aux points

## Palmarès sur route
- 1990
  -  Championne de Nouvelle-Zélande sur route
  - 4e du championnat du monde sur route